# Anja Hammerseng-Edin
Anja Hammerseng-Edin, née Anja Edin le 5 février 1983 à Porsgrunn, est une ancienne handballeuse internationale norvégienne évoluant au poste d'arrière. 
Elle joua notamment pour les clubs de Gjerpen Håndball, Storhamar Håndball et surtout Larvik HK avec qui elle remporta de nombreux titres, et fut régulièrement sélectionnée en équipe nationale de Norvège.  Elle est la femme de Gro Hammerseng-Edin.

## Biographie
Elle a commencé le handball à l'âge de 5 ans avec sa mère comme entraîneur.[réf. nécessaire]
Elle est mariée à Gro Hammerseng depuis août 2013 : toutes deux apparaissent sur le site de Larvik HK avec le patronyme Hammerseng-Edin. Elles ont ensemble un fils Mio.

## Palmarès

### Sélection nationale
championnat du monde
- 3e du championnat du monde 2009[2]

championnat d'Europe
- finaliste du championnat d'Europe 2012[3]

### Clubs
compétitions internationales
- finaliste de la Ligue des champions en 2013 (avec Larvik HK)[4]

compétitions nationales
- championne de Norvège en 2013, 2014, 2015, 2016 et 2017 (avec Larvik HK)
- vainqueur de la coupe de Norvège en 2013, 2014, 2015, 2016 et 2017 (avec Larvik HK)

### Récompenses individuelles
- élue meilleure joueuse au championnat d'Europe 2012[5]